# Winthemia infesta
Winthemia infesta là một loài ruồi trong họ Tachinidae.